# Чудник Сергій Юрійович
Сергій Юрійович Чудник  (рос. Чудник Сергей Юрьевич)  (30 квітня 1972, с. Георгіївськ, Жамбильська область, Казахстан — 16 березня 2022) — учасник проросійських збройних формувань на сході України під позивними "Штурман/Шнур", член угруповання «Пацани» до 2022 року. Відомий через звинувачення у воєнних злочинах та жорстокому поводженні з цивільними під час війни на Донбасі.

## Біографія
Народився в селі Георгіївськ (нині — територія Казахстану). Про ранні роки життя відомо мало. Освіта обмежена 8 класами загальноосвітньої школи. Про подробиці молодості відомо мало. За деякими даними, до 2014 року мешкав у Донецькій області.

### Участь у збройних формуваннях
З 2014 року приєднався до так званого угрупування «Пацани» де став правою рукою Сергія Сахніка. 15 квітня 2015 року отримав сліпе осколкове поранення в область правого надплеча, після чого був госпіталізований. Під час лікування в травмпункті йому ампутували два пальці на правій нозі (за повідомленнями, через ускладнення після поранення).

### Кримінальна діяльність та звинувачення
За даними українських джерел, Чудник брав участь у катуваннях цивільних у підвалах навколо Авдіївки. Зокрема, його пов’язують із Сергієм Сахніком (також відомим під позивним «Оцифрований»), колишнім командиром угруповання. За свідченнями, у 2016–2017 роках вони застосовували тортури, зокрема сексуальне насильство, до затриманих. Серед близького оточення пішли чутки нібито Чудник разом із Сахніком зґвалтував 16-річну Вікторію Гагаловську. 
За повідомленнями, Сахнік у стані алкогольного сп’яніння під час конфлікту в підвалі Мар’їнки відкусив палець одному з бойовиків свого загону. Незважаючи на це, Чудник називав Сахніка «вчителем», підкреслюючи його вплив на себе.
Перед початком повномасштабного вторгнення РФ у 2022 році Чудник мав судимість за ст. 286 ч. 2 КК України (порушення ПДР, що призвело до смерті постраждалого). Також його звинувачували у домашньому насильстві: за даними ЗМІ, він катував дружину.

### Загибель
На початку 2022 року Чудник перейшов до угруповання «Сомалі», що викликало конфлікт із Сахніком. Останній, за свідченнями, вважав цей крок зрадою. 16 березня 2022 року Чудник загинув за нез’ясованих обставин після сутички з колишнім командиром.